# Франция на «Евровидении-1999»
Франция для своего участия в телевизионном конкурсе Евровидение-1999 выбрала певицу Найю (настоящее имя — Сильви Местре) с песней Je veux donner ma voix, написанной Паскалем Грачиком, Рене Коломбизом, Жилем Арсенсом и Луиджи Рутильяно. По итогам голосования она заняла 19-е место, набрав 14 очков. Несмотря на плохой результат, Франция как одна из стран-членов клуба «большой четвёрки», автоматически прошла квалификацию на конкурс Евровидение-2000. Таким образом, Je veux donner ma voix стала предшественницей французской заявки 2000 года On aura le ciel, исполненной Софией Местари. Конкурс был показан France 3 с комментариями Жюльена Леперса. Мари Мириам, победительница Евровидение-1977 была глашатаем от Франции.

## До «Евровидения»

### Национальный финал
Долгое время французское телевидение выбирало заявку на Евровидение путём внутреннего отбора. Однако после провала на конкурсе 1998 года было решено организовать национальный отбор. Первоначально организатором и вещателем отбора должна была стать телекомпания France 2, но из-за трансляции Лиги Чемпионов по регби они отказались от своих замыслов. На помощь пришла телекомпания France 3. Именно они организовали трансляцию национального отбора на Евровидение-1999. Конкурс состоялся 2 марта 1999 года на Олимпии в Париже. Его ведущими были Жюльен Леперс и Карен Шериль. Вещателю поступило около 600 заявок, 12 из которых были утверждены специальной комиссией. Из них 8 были исполнены на французском языке, одна — на французском и бретонском, одна — на французском и иврите, одна — на арабском и одна — на баскском. Данные языковые различия были связаны с отменой Европейским вещательным союзом прежнего правила об обязательном использовании государственного языка на Евровидение, совершённого незадолго до начала внутриевропейских отборов. Победитель был определён путём сложения баллов от жюри и телезрителей. Согласно регламенту побеждала та заявка, которая набрала наименьшее количество баллов. В результате между Жини Лин и Найей возникла ничья, так как обе набрали по пять баллов. Ничья разрешилась в пользу Найи, набравшей наибольшее количество голосов от телезрителей. Среди членов жюри, оценивавших конкурсные работы, были Лаам и Мари Мириам, победительница Евровидение-1977.
| Порядковый номер | Исполнитель   | Название песни           | Голоса жюри | Голоса телезрителей | Место |
| ---------------- | ------------- | ------------------------ | ----------- | ------------------- | ----- |
| 1                | Алекс         | Les Droits de l'âme      | 58          | 4,497               | 4     |
| 2                | Карин Треси   | Euroland                 | 44          | 482                 | 12    |
| 3                | Caractère     | Douce                    | 90          | 1,438               | 5     |
| 4                | Натали Марин  | C'est souvent ça l'amour | 66          | 1,680               | 6     |
| 5                | Педро Альвез  | Plus jamais, Never More  | 89          | 3,725               | 3     |
| 6                | Анат          | Go ahead!                | 58          | 1 186               | 7     |
| 7                | Kukumiku      | Irradaka                 | 48          | 1 084               | 10    |
| 8                | Жини Лин      | La Même Histoire         | 94          | 3,457               | 2     |
| 9                | Mo et la Gazo | Gazoline                 | 72          | 378                 | 9     |
| 10               | Найя          | Je veux donner ma voix   | 85          | 11,521              | 1     |
| 11               | Исранн        | Ihtidael                 | 50          | 862                 | 11    |
| 12               | Uni.T         | Euro Song                | 26          | 2,153               | 8     |

## На «Евровидении»
По правилам конкурса Евровидение-1999 список участников состоит из страны-победительницы прошлого года, 17 стран с наивысшим средним баллом за предыдущие пять конкурсов и тех стран, которые не участвовали в выпуске прошлого года, но транслировали его. У Франции средний балл составлял 56,8, и она была допущена к участию в выпуске 1999 года. Найя выступала под номером 10, между Данией и Нидерландами. По итогам голосования Франция заняла 19-е место, набрав 14 очков. Несмотря на столь плохой результат страна была допущена к участию в Евровидение-2000, как одна из стран клуба «большой четвёрки», являвшихся самыми крупными инвесторами. 12 очков французские телезрители присудили Португалии.

### Голосование
| Очки      | Страна                      |
| --------- | --------------------------- |
| 12 баллов |                             |
| 10 баллов |                             |
| 8 баллов  | - Норвегия                  |
| 7 баллов  |                             |
| 6 баллов  |                             |
| 5 баллов  |                             |
| 4 балла   |                             |
| 3 балла   |                             |
| 2 балла   | - Ирландия - Литва - Турция |
| 1 балл    |                             |

| Очки      | Страна               |
| --------- | -------------------- |
| 12 баллов | Португалия           |
| 10 баллов | Израиль              |
| 8 баллов  | Германия             |
| 7 баллов  | Хорватия             |
| 6 баллов  | Босния и Герцеговина |
| 5 баллов  | Турция               |
| 4 балла   | Эстония              |
| 3 балла   | Швеция               |
| 2 балла   | Бельгия              |
| 1 балл    | Словения             |